# Бусеноа
Бусеноа (фр. Boussenois) насеље је и општина у источном делу централне Француске у региону Бургоња, у департману Златна обала која припада префектури Дижон.
По подацима из 2011. године у општини је живело 102 становника, а густина насељености је износила 8,17 становника/km². Општина се простире на површини од 12,49 km². Налази се на средњој надморској висини од 400 метара (максималној 469 m, а минималној 304 m).

## Демографија
| 1962. | 1968. | 1975. | 1982. | 1990. | 1999. | 2011. |
| ----- | ----- | ----- | ----- | ----- | ----- | ----- |
| 92    | 98    | 125   | 110   | 120   | 111   | 102   |

График промене броја становника у току последњих година